# Nana Bolašvili
Nana Bolašvili (en géorgien : ნანა ბოლაშვილი), née le 25 novembre 1967 à Bordjomi est une géographe géorgienne. Ses recherches portent sur l'eau, les inondations et les systèmes karstiques dont la Géorgie est riche. À l'origine avec son équipe de plusieurs bases de données en hydrologie, elle coordonne l'Atlas national de Géorgie (en).

## Biographie

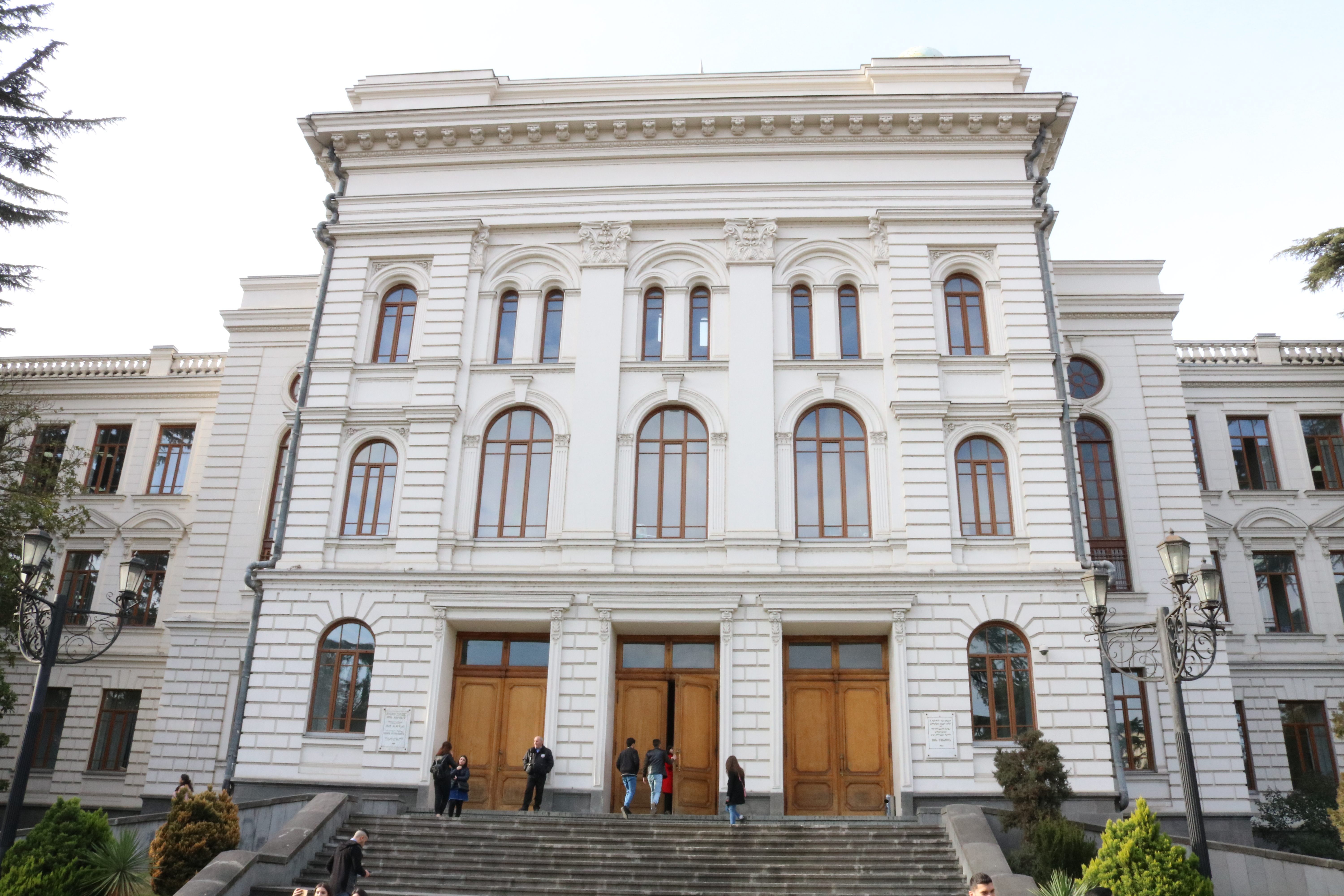
Bâtiment principal de l'université de Tbilissi

Nana Bolašvili est née le 25 novembre 1967 à Borjomi en Géorgie. En 1989, elle termine ses études de géographie et de géologie à l'université d'État de Tbilissi, avec comme spécialité l'hydrologie des eaux de surface. Dans le même temps, elle étudie également l'anglais à l'Institut des langues étrangères Ilia Chavchavadze de Tbilissi. 
De 1989 à 1992, Nana Bolašvili travaille au laboratoire du Département d'hydrologie et de technologies de géoinformation de l'Institut de géographie Vakhushti Bagrationi (ka), d'abord comme assistante puis comme employée. Elle soutient sa thèse de géographie en 1999 sur la prévision des inondations dans les rivières géorgiennes. Elle devient en 2 000 chercheuse principale. Depuis 2007 Nana Bolašvili est directrice de l'Institut de géographie Vakhushti Bagrationi (ka) de l'université d'État de Tbilissi,.  
En 2001 et 2012, elle assiste à une réunion d'urgence de la Convention des Nations Unies sur la lutte contre la désertification. En 2013, elle devient membre du Conseil Scientifique.

### Responsabilités administratives
Nana Bolašvili est présidente de la Société géographique Alexander Javakhishvili (ka) de Géorgie,.
Elle est membre du comité de rédaction et de publication du Journal Amirani de l'Institut international de recherche scientifique du Caucase.

## Travaux

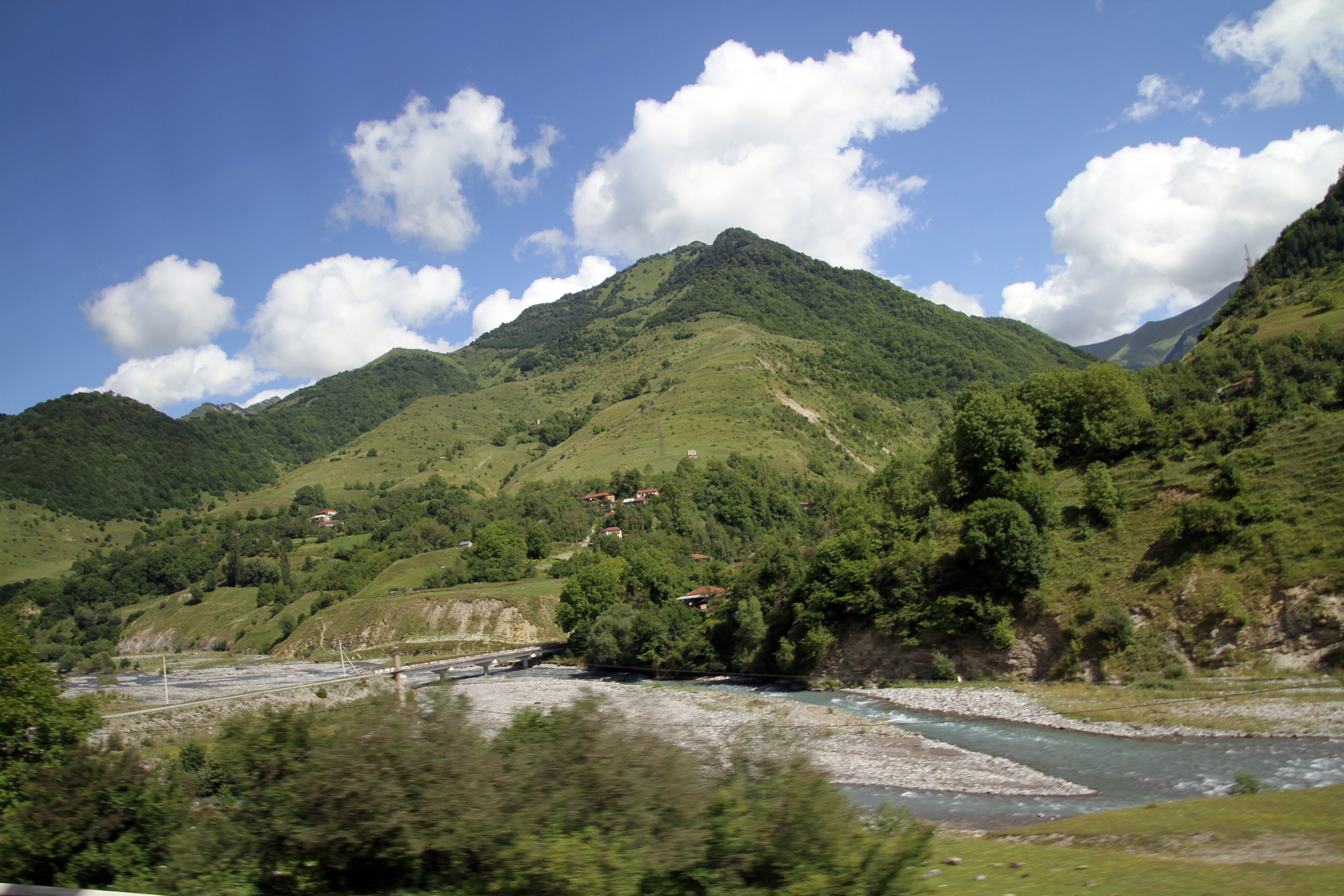
Tronçon de l'Aragvi

Les recherches de Nana Bolašvili portent sur les inondations et l'évaluation et la gestion des ressources en eau. Elle étudie plus particulièrement le karst et la formation des eaux karstiques dont la Géorgie est très riche. La Géorgie est une région avec des montagnes jeunes : avec son équipe elle réalise un inventaire détaillé des grottes, comprenant leur localisation, leur cartographie, leur composition chimique et leur potentiel touristique,. Ses études permettent la création d'une base de données hydrologique de l'Aragvi, puis de la Géorgie. Elles sont également utilisées pour des analyses sur les espaces protégés de Touchétie.
Nana Bolašvili a promu et dirigé la compilation de l'Atlas national de Géorgie (en), notamment la partie sur le karst. Il s'agit d'une version mise à jour et enrichie des atlas précédents, traduit en anglais et pour certaines parties en allemand. L'atlas est présenté à la Foire du livre de Francfort en 2018, où la Géorgie était l'invitée d'honneur.

## Publications
- Nana Bolašvili, Andreas Dittmann, Lorenz King, Vazha Neidze, National Atlas of Georgia, 138 pages, Steiner Verlag, 2018,  (ISBN 978-3-515-12057-9)
- (ka) Nana Bolašvili, ქართული გეოგრაფია საუკუნეთა კვალდაკვალ: ალბომი მიძღვნილი თსუ-ის გეოგრაფიის მუზეუმის 55 წლის იუბილესადმი [« Géographie géorgienne à travers les siècles : album du 55e anniversaire du Musée de géographie TSU »], Tbilissi,‎ 2017, 87 p. (ISBN 978-9941-13-364-0 et 9941-13-364-6, OCLC 1091895692, lire en ligne)
- (ka) Nana Bolašvili, წყალმოვარდნები და მათი პროგნოზირება [« Les inondations et leur prévision »], Tbilissi,‎ 2016, 185 p. (ISBN 9789941229015)
- (ka) Vakhtang Geladze, Nana Bolašvili, Nino Machavariani et Tamaz Karalashvili, კახეთის წყლის რესერსები [« Ressources en eau de Kakheti »], Tbilissi,‎ 2016, 131 p. (ISBN 9789941229053)
- (ka) საქართველოს კარსტული მღვიმეები [« Les grottes karstiques de Géorgie »], Tbilissi,‎ 2013, 158 p. (ISBN 978-9941-13-297-1)
- (ka) საქართველოს გეოგრაფიული სახელების ორთოგრაფიული ლექსიკონი [« Dictionnaire orthographique des noms géographiques de la Géorgie »],‎ 2009, 141 p.